# ヘロディアス (女神)
ヘロディアス (Herodias) は、中世ヨーロッパのいくつかの文献で言及されている、夜に騎行する女たちが従う女神または神話的女性の多様な名のひとつである。
中世ヨーロッパの各地で、夜間に女神に導かれて動物に乗って騎行する女たちの話が伝えられていた。このことは906年頃にプリュムのレギノンが集めた教会法令集におさめられた『司教法令集』 (Canon Episcopi) と呼ばれるテクストにみえる。このテクストは、このような女たちの話は悪魔にたぶらかされた幻覚であり迷信であるとして非難している。『司教法令集』は後に誤って314年のアンキラ公会議で発布されたものと信じられたが、今日の学者は、元は9世紀のフランク王国の法典の一部だったのではないかとみている。レギノンのテクストは、女たちが従う女神の名を異教の女神ディアーナとしているが、11世紀、ヴォルムスの司教ブルヒァルトが編集した「教令集」にこのテクストが再録された時、ブルヒァルトはディアーナに加えてヘロディアスの名を書き加えた。ヘロディアスは洗礼者ヨハネの斬首に係わる聖書伝説中の人物であり、ヘロデ・アンティパスの后の名である。12世紀のシャルトル学派の学僧、ソールズベリーのジョンも Policraticus においてこのような話に言及し、ヘロディアスおよびノクティルカ (noctiluca) の名を挙げた。彼はその上でこの話はせいぜい作り話であろうと考えた。
その後もさまざまな文献が夜の女たちに言及しており、イタリアの歴史学者カルロ・ギンズブルグは、『司教法令集』に記録された信仰が北イタリアでは400年以上も存続していたと述べている。それらの記録では夜の女王の同義的存在としてディアーナ、ヘロディアスの他にゲルマンの女神であるホルダ (Holda)、ペルヒタ (Perchta)、アブンディア (Abundia) の名も挙げられている。
カルロ・ギンズブルグは、ヘロディアスの名は元はヘロディアーナ (Herodiana) で「ヘーラー、ディアーナ」の転訛であるとする古い仮説があることを指摘し、また、ディアーナというローマ的な装いの下には、ケルトのいくつかの女神の要素が隠されているのではないかと推測した。彼は、馬に乗るディアーナ像が、ケルトの馬の守護神であり死者の女神であるエポナに影響を与え、このエポナ像から生じた民衆の信仰が後にディアーナ信仰と解釈されたのではないかという仮説を立てている。

## 関連文献
- 上山安敏 『魔女とキリスト教 - ヨーロッパ学再考』 講談社〈講談社学術文庫〉
- 田中雅史 『魔女の誕生と衰退 - 原典史料で読む西洋悪魔学の歴史』 三交社